# Вірста Геннадій Володимирович
Вірста Геннадій Володимирович (23 лютого 1964 р. Черленівка, Новоселицький район, Чернівецька область) — український кінорежисер, документаліст.

## Біографія
Народився 23 лютого 1964 року у селі Черленівка (Новоселицького району, Чернівецької області). У 1986 році закінчив Житомирське вище військове училище радіоелектроніки військ ППО, з 1991 року працював телережисером у Чернівцях, Житомирі. З 2000 по 2004 рік — художній керівник кіностудії «Захід-фільм», Снятин, Івано-Франківська область. В наш час[коли?] — режисер Буковинської кіностудії. Член національної спілки кінематографістів України.

## Фільмографія

### Музичні відеокліпи
- Ні абортам! (2006)[1]
- З Новим роком, країно! (2006)[2]
- Голодомор (2007)[3]
- Дощ (2011)[4]

### Документальні фільми
- Стежками Івана Миколайчука (2011)[5]

### Художні фільми
- Один — в полі воїн (2003)
- Рудіший рудого (2008)[6]